# Ő-szülő Kikelet
Az Ő-szülő Kikelet (2016–) a Kazincbarcikán működő Kazinci Klub időszakonként megjelenő irodalmi folyóirata. Az irodalomszeretők társaságának: költőknek, íróknak, műértő olvasóknak és előadóknak a lapja. Az első évfolyam első száma: 2016 áprilisában jelent meg. Minden újságban a versek, prózai írások és képzőművészeti alkotások mellett bemutatkozási lehetőséget kapott egy-egy helyi alkotó. 
2016-ban a felelős kiadó és alapító főszerkesztő: Hidvári Imre, a Kazinci Klub vezetője volt. 2019 januárjától a folyóirat főszerkesztője Pál-Kutas Orsolya. 
Szerkesztők: Deák László Sándor, Dubniczky István, P. Dányi Gabriella, Sz. Pál-Kutas Orsolya.
Az első évfolyam 1-3. száma 8 oldalon jelent meg, a 4. számtól kezdve (2016. december) már 12 oldalon.

## A bemutatkozó alkotók
A Kazinci Klub a lap 3. számától kezdte el bemutatni tagjait. 

### 2016
- I. évfolyam 1. szám: -
- I. évfolyam 2. szám: -
- I. évfolyam 3. szám: Kiss Melinda
- I. évfolyam 4. szám: Sz. Pál-Kutas Orsolya

### 2017
- II. évfolyam 1. szám: Dubniczky István
- II. évfolyam 2. szám: Zvada László
- II. évfolyam 3. szám: Kazinci Klub
- II. évfolyam 4. szám: Zvadáné Farkas Erzsébet

### 2018
- III. évfolyam 1. szám: Emlékezés Hegedűs Máriára
- III. évfolyam 2. szám: Hidvári Imre
- III. évfolyam 3–4. szám: Dériné Bodnár Márta

### 2019
- IV. évfolyam 1. szám: Padányiné Dányi Gabriella
- IV. évfolyam 2. szám: Gyermeknapi különszám
- IV. évfolyam 3. szám: Deák László Sándor
- IV. évfolyam 4. szám: Jávori István

### 2020
- V. évfolyam 1. szám: Dudás László
- V. évfolyam 2. szám: Kolumbán Zoltán[1]
- V. évfolyam 3. szám: Szűcs Mária (Mara)

## Szerzők
A. Nagy Anita, Andók Veronika, Bartalis Levente, Bartkó Erzsébet, Bényei Erzsók, Birta Angéla, Black Ice, Bubrik Zseraldina, Czifra János, Deák László Sándor, Déri Józsefné, Dériné Bodnár Márta, Dr. Tóth Sándor, Dr. Tóth Zoltán, Dubniczky István, Dudás László, Fazekasné Szabján Erika, Fodor Péter, Grembi MadiHun, Gór Mihály, Hegedűs János, Hegedűs Mária, Herczeg Lilla, Hidvári Imre, Jávori István, Józsa Zoltán, Kalocsa Zsuzsa, Kalocsai Édua Mária, Kiss Melinda, Kiss Viktória, Kletz László Lajos, Kolumbán Zoltán, Kovács Éva, Kovács L. István, Lovas Tiborné, Lovas Zsuzsanna Lux, Magyar Csilla, id. Majercsik János, ifj. Majercsik János, Megadja János, Murák Tibor, Olasz Sándorné, Pamlényi Tünde, P. Dányi Gabriella, Reményi Tamás, Rőczei Attila, Sebe Zsoltné, Susán Evelin, Szatmári Gizella Emese, Sz. Pál-Kutas Orsolya, Szőke Éva, Szőke Lajos, Sztaroszta Ádám, Szűcs Mária, Tamási József, Tanyik Tamara, Varga Gézáné Ilona, Vincze Andrea Viktória, Z. Farkas Erzsébet, Zvada László.